# آبشار تالایار
آبشار تالایار (به انگلیسی: Thalaiyar Falls) آبشاری است که در هند واقع شده و ارتفاع کلی ریزشگاه آن ۹۷۵ فوت (۲۹۷ متر) است.